# Edwin James
Edwin P. James (1797 - 1861) fue un cirujano militar, naturalista, botánico estadounidense.
Entre 1819 a 1820, recorrió las Grandes Planicies y las Montañas Rocosas con la "Gran Expedición de Stephen". Publicó en tres volúmenes en el año 1823: Account of an Expedition from Pittsburgh to the Rocky Mountains, performed in the years 1819, 1820 by order of the Hon. J. C. Calhoun, under the command of Maj. S. H. Long / compiled from the notes of Major Long, Mr. T. Say and other gentlemen of the party by Edwin James.
Se estableció en Iowa, donde abogó por los derechos de los pueblos originarios.

## Honores

### Epónimos
Géneros
- (Asteraceae) Jamesia Nees[2]
- (Fabaceae) Jamesia Raf.[3]
- (Hydrangeaceae) Jamesia Torr. & A.Gray[4]

162 especies, entre ellas
- (Aizoaceae) Stomatium jamesii L.Bolus[5]
- (Anthericaceae) Anthericum jamesii Baker[6]
- (Asclepiadaceae) Asclepias jamesii Torr.[7]
- (Asteraceae) Aster jamesii Kuntze[8]
- (Berberidaceae) Berberis jamesii Hort. ex Lavallée[9]
- (Boraginaceae) Cryptantha jamesii Payson[10]
- (Bromeliaceae) Cryptanthus jamesii var. abortiva (Greene) Payson[11]
- (Caesalpiniaceae) Caesalpinia jamesii (Torr. & A.Gray) Fisher[12]
- (Capparaceae) Polanisia jamesii (Torr. & A.Gray) Iltis[13]
- (Caryophyllaceae) Alsine jamesii (Torr.) Holz.[14]
- (Cyperaceae) Carex jamesii Torr. var. ultriformis Kük.[15]
- (Dracaenaceae) Dracaena jamesii Hort.[16]
- (Fabaceae) Acuan jamesii Wooton[17]
- (Frankeniaceae) Frankenia jamesii Torr. ex A.Gray[18]
- (Gentianaceae) Gentiana jamesii Hemsl.[19]
- (Illecebraceae) Paronychia jamesii Torr. & A.Gray subvar. subglabra Chaudhri[20]
- (Lamiaceae) Leucas jamesii Baker[21]
- (Leguminosae) Psoralea jamesii Torr.[22]
- (Malvaceae) Sida jamesii Baker f.[23]
- (Mimosaceae) Desmanthus jamesii Torr. & A.Gray var. fendleri S.Watson[24]
- (Onagraceae) Onagra jamesii Small[25]
- (Orchidaceae) Ida jamesii Oakeley[26]
- (Phormiaceae) Stypandra jamesii Hopper[27]
- (Poaceae) Andropogon jamesii Torr.[28]
- (Polygonaceae) Eriogonum jamesii Benth. var. xanthum  (Small) Reveal[29]
- (Saxifragaceae) Boykinia jamesii Engl. in Engl. & Prantl[30]
- (Scrophulariaceae) Rhamphicarpa jamesii Skan[31]
- (Smilacaceae) Smilax jamesii G.A.Wallace[32]
- (Solanaceae) Solanum jamesii var. sinclairii Bitter & Correvon[33]

- La abreviatura «E.James» se emplea para indicar a Edwin James como autoridad en la descripción y clasificación científica de los vegetales.[34]